# 北京市昌平区第一中学
北京市昌平区第一中学（简称昌平一中）是一所位于中华人民共和国北京市昌平区的完全中学，是北京市示范性普通高中。

## 历史

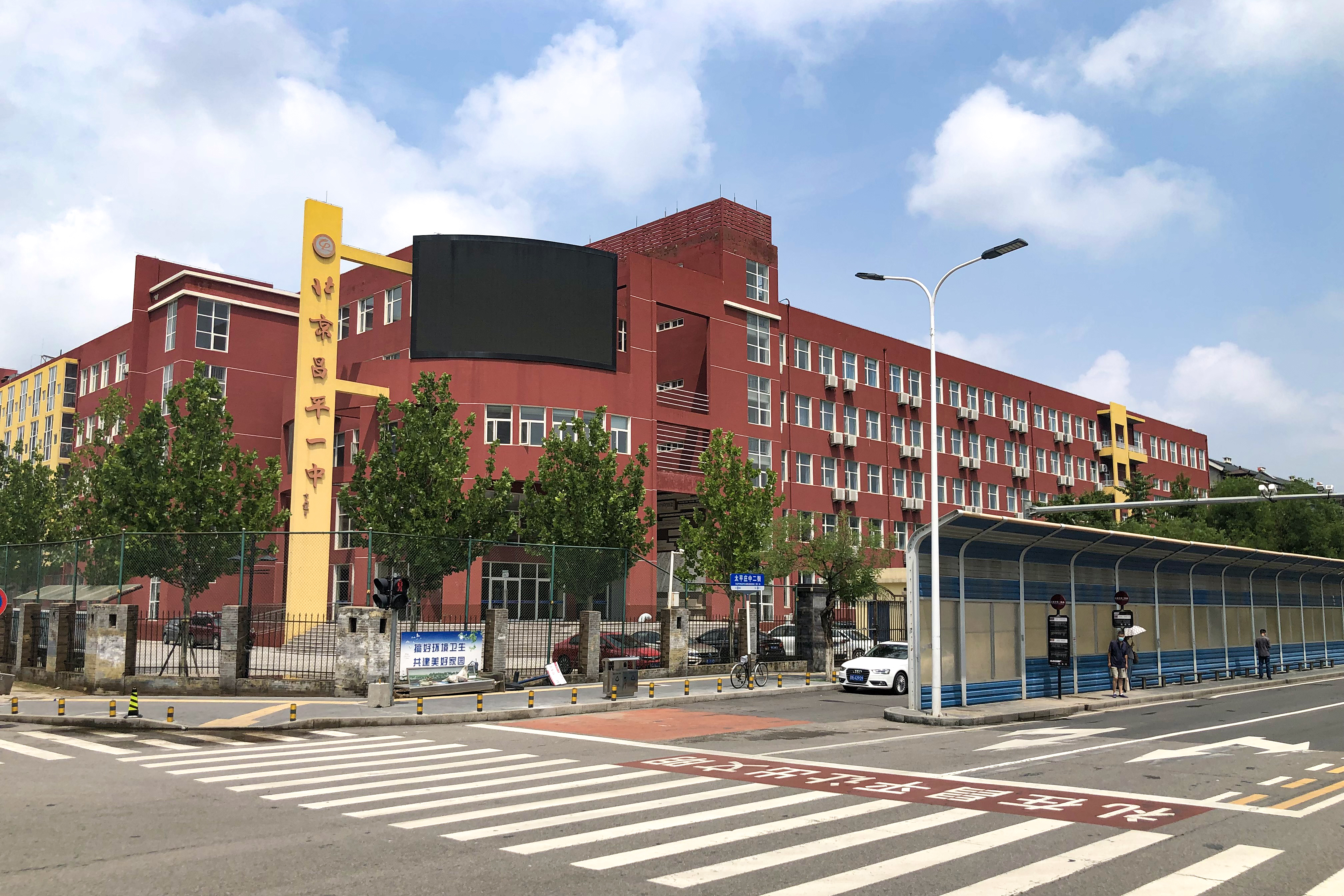
昌平一中天通苑校区

1951年12月，“昌平县立中学校”在昌平镇关帝庙（区级文物保护单位）成立，成为昌平地区第一所中学。该校在1956年更名为“北京市第八十三中学”，1970年更名为“北京市昌平县第一中学”，2000年更名为“北京市昌平区第一中学”。
2004年，该校被评为北京市示范性普通高中。2009年建立天通苑校区（初中部），2016年本部恢复初中招生，2017年北京市“1+3”项目班开始招生。2019年，昌平一中教育集团成立，昌平三中、中滩中学先后并入集团，分别成为西关校区和中滩校区。同年，天通苑校区增设了小学部。